# Verein für Leibesübungen Bochum 1848 1974-1975
Questa voce raccoglie le informazioni riguardanti il Verein für Leibesübungen Bochum 1848 nelle competizioni ufficiali della stagione 1974-1975.

## Stagione
Nella stagione 1974-1975 il Bochum, allenato da Heinz Höher, concluse il campionato di Bundesliga al 11º posto. In Coppa di Germania il Bochum fu eliminato agli ottavi di finale dall'Eintracht Francoforte.

## Rosa
| N. |                     | Ruolo | Calciatore            |
| -- | ------------------- | ----- | --------------------- |
|    | Germania (bandiera) | P     | Hans-Jürgen Bradler   |
|    | Germania (bandiera) | P     | Werner Scholz         |
|    | Germania (bandiera) | D     | Klaus-Dieter Dewinski |
|    | Germania (bandiera) | D     | Michael Eggert        |
|    | Germania (bandiera) | D     | Harry Fechner         |
|    | Germania (bandiera) | D     | Klaus Franke          |
|    | Germania (bandiera) | D     | Hartmut Fromm         |
|    | Germania (bandiera) | D     | Erwin Galeski         |
|    | Germania (bandiera) | D     | Hermann Gerland       |
|    | Germania (bandiera) | D     | Franz-Josef Tenhagen  |
|    | Germania (bandiera) | D     | Dieter Versen         |

| N. |                     | Ruolo | Calciatore             |
| -- | ------------------- | ----- | ---------------------- |
|    | Germania (bandiera) | C     | Werner Balte           |
|    | Germania (bandiera) | C     | Peter Ehmke            |
|    | Germania (bandiera) | C     | Paul Holz              |
|    | Germania (bandiera) | C     | Gisbert Horsthemke     |
|    | Germania (bandiera) | C     | Hans-Jürgen Köper      |
|    | Germania (bandiera) | C     | Ata Lameck             |
|    | Germania (bandiera) | A     | Heinz-Werner Eggeling  |
|    | Germania (bandiera) | A     | Josef Kaczor           |
|    | Germania (bandiera) | A     | Peter Kursinski        |
|    | Germania (bandiera) | A     | Hans-Joachim Pochstein |

## Organigramma societario
Area tecnica
- Allenatore: Heinz Höher
- Allenatore in seconda:
- Preparatore dei portieri:
- Preparatori atletici:

## Calciomercato

### Sessione estiva
| Acquisti | Acquisti     | Acquisti           | Acquisti |
| R.       | Nome         | da                 | Modalità |
| -------- | ------------ | ------------------ | -------- |
| D        | Klaus Franke | Schwarz-Weiß Essen |          |
| C        | Paul Holz    | Schalke 04         |          |
| A        | Josef Kaczor | Eintracht Heessen  |          |

| Cessioni | Cessioni           | Cessioni           | Cessioni |
| R.       | Nome               | a                  | Modalità |
| -------- | ------------------ | ------------------ | -------- |
| D        | Franz-Josef Laufer | Schwarz-Weiß Essen |          |
| A        | Reinhard Majgl     | Eupen              |          |
| A        | Hans Walitza       | Norimberga         |          |

### Sessione invernale
| Acquisti | Acquisti    | Acquisti | Acquisti |
| R.       | Nome        | da       | Modalità |
| -------- | ----------- | -------- | -------- |
| C        | Peter Ehmke | Colonia  |          |

| Cessioni | Cessioni | Cessioni | Cessioni |
| R.       | Nome     | a        | Modalità |
| -------- | -------- | -------- | -------- |

## Risultati

### Bundesliga

#### Girone di andata
| Arbitro: | Schröder |

|                   |           |  |
| Weller 76’ (rig.) | Marcatori |  |

| Arbitro: | Haselberger |

|                                        |           |                    |
| Balte 22’ (rig.) Eggert 44’ Kaczor 74’ | Marcatori | 7’ Müller 35’ Löhr |

| Arbitro: | Meuser |

|            |           |          |
| Gerber 53’ | Marcatori | 61’ Holz |

| Arbitro: | Roth |

|                      |           |              |
| Balte 28’ Kaczor 58’ | Marcatori | 8’ Abramczik |

| Arbitro: | Linn |

|                              |           |  |
| Merkhoffer 43’ Gersdorff 72’ | Marcatori |  |

| Arbitro: | Messmer |

|                                          |           |            |
| Balte 29’ (rig.) Kaczor 70’ Tenhagen 77’ | Marcatori | 90’ Ohling |

| Arbitro: | Dittmer |

|                                     |           |  |
| Jensen 32’, 42’ Simonsen 54’ (rig.) | Marcatori |  |

| Arbitro: | Ohmsen |

|                                         |           |              |
| Holz 38’ Lameck 45’ (rig.) Tenhagen 57’ | Marcatori | 81’ Rohrbach |

| Arbitro: | Horstmann |

|                              |           |  |
| Sprenger 66’ Stolzenburg 90’ | Marcatori |  |

| Arbitro: | Gabor |

|                                               |           |  |
| Kaczor 13’, 30’ Eggeling 17’ Balte 43’ (rig.) | Marcatori |  |

| Arbitro: | Lutz |

|                                 |           |           |
| Bella 26’ Thies 37’ Seliger 71’ | Marcatori | 7’ Eggert |

| Arbitro: | Picker |

|                       |           |                         |
| Holz 28’ Tenhagen 40’ | Marcatori | 13’ Fürhoff 63’ Erlhoff |

| Arbitro: | Riegg |

|                                     |           |                         |
| Köper 10’ Kaczor 48’, 58’ Balte 69’ | Marcatori | 22’ Volkert 47’ Reimann |

| Arbitro: | Klauser |

|  |           |           |
|  | Marcatori | 67’ Balte |

| Arbitro: | Gabor |

|                                 |           |  |
| Kaczor 7’ Balte 15’ (rig.), 51’ | Marcatori |  |

| Arbitro: | Ohmsen |

|                                      |           |  |
| Ritschel 8’ (rig.) Hickersberger 60’ | Marcatori |  |

| Arbitro: | Betz |

|                                            |           |  |
| Kaczor 59’ Köper 65’ Lameck 86’ Franke 89’ | Marcatori |  |

#### Girone di ritorno
| Arbitro: | Horstmann |

|           |           |  |
| Balte 53’ | Marcatori |  |

| Arbitro: | Lutz |

|                                               |           |              |
| Neumann 8’ Müller 29’ Overath 35’ Glowacz 43’ | Marcatori | 71’ Eggeling |

| Arbitro: | Quindeau |

|                                      |           |                     |
| Balte 15’, 74’ (rig.) Köper 17’, 34’ | Marcatori | 29’ Nagy 38’ Gerber |

| Arbitro: | Messmer |

|             |           |  |
| Fischer 12’ | Marcatori |  |

| Arbitro: | Tschenscher |

|           |           |  |
| Balte 83’ | Marcatori |  |

| Arbitro: | Biwersi |

|                                  |           |  |
| Røntved 11’ Weist 60’ Bracht 67’ | Marcatori |  |

| Bochum 22 marzo 1975, ore 15:30 CET 24ª giornata | Bochum | 0 – 0 referto | Borussia M'gladbach | Stadion an der Castroper Straße (29 000 spett.)\| Arbitro: \| Riegg \| |
| Arbitro:                                         | Riegg  |               |                     |                                                                        |

| Arbitro: | Basedow |

|                                     |           |              |
| Lorenz 12’, 15’, 82’ Hölzenbein 40’ | Marcatori | 42’ Dewinski |

| Bochum 1º aprile 1975, ore 20:00 CET 26ª giornata | Bochum  | 0 – 0 referto | TeBe Berlino | Stadion an der Castroper Straße (10 000 spett.)\| Arbitro: \| Klauser \| |
| Arbitro:                                          | Klauser |               |              |                                                                          |

| Arbitro: | Betz |

|            |           |  |
| Melzer 52’ | Marcatori |  |

| Arbitro: | Zuchantke |

|                      |           |                 |
| Bruckmann 84’ (aut.) | Marcatori | 1’, 43’ Büssers |

| Arbitro: | Kindervater |

|                   |           |            |
| Wieczorkowski 47’ | Marcatori | 83’ Versen |

| Arbitro: | Quindeau |

|                                   |           |                        |
| Zaczyk 35’ Memering 59’ Bertl 85’ | Marcatori | 28’ Holz 66’ Pochstein |

| Arbitro: | Zuchantke |

|                                             |           |                      |
| Tenhagen 7’ Köper 55’ Balte 69’, 89’ (rig.) | Marcatori | 44’ (rig.), 75’ Brei |

| Arbitro: | Dittmer |

|                              |           |          |
| Schwarzenbeck 54’ Müller 79’ | Marcatori | 39’ Holz |

| Arbitro: | Basedow |

|                                 |           |              |
| Holz 42’ Lameck 60’ (rig.), 64’ | Marcatori | 40’ Kostedde |

| Arbitro: | Frickel |

|                                              |           |                            |
| Grau 8’ Beer 28’ Müller 45’ (rig.) Sidka 64’ | Marcatori | 77’ (rig.) Holz 82’ Kaczor |

### Coppa di Germania
| Arbitro: | Stäglich |

|  |           |                                            |
|  | Marcatori | 26’ (aut.) Stremming 28’ Holz 48’ Tenhagen |

| Arbitro: | Berner |

|                         |           |                             |
| Werner 51’ Schuster 54’ | Marcatori | 15’ Fromm 78’ (rig.) Lameck |

| Arbitro: | Roth |

|                                                    |           |  |
| Tenhagen 3’ Fromm 33’, 47’ Pochstein 72’ Köper 86’ | Marcatori |  |

| Arbitro: | Dreher |

|  |           |                 |
|  | Marcatori | 57’, 82’ Kaczor |

| Arbitro: | Quindeau |

|            |           |  |
| Weidle 40’ | Marcatori |  |

## Statistiche

### Statistiche di squadra
| Competizione      | Punti | In casa | In casa | In casa | In casa | In casa | In casa | In trasferta | In trasferta | In trasferta | In trasferta | In trasferta | In trasferta | Totale | Totale | Totale | Totale | Totale | Totale | DR |
| Competizione      | Punti | G       | V       | N       | P       | Gf      | Gs      | G            | V            | N            | P            | Gf           | Gs           | G      | V      | N      | P      | Gf     | Gs     | DR |
| ----------------- | ----- | ------- | ------- | ------- | ------- | ------- | ------- | ------------ | ------------ | ------------ | ------------ | ------------ | ------------ | ------ | ------ | ------ | ------ | ------ | ------ | -- |
| Bundesliga        | 33    | 17      | 13      | 3       | 1       | 42      | 16      | 17           | 1            | 2            | 14           | 11           | 37           | 34     | 14     | 5      | 15     | 53     | 53     | 0  |
| Coppa di Germania | -     | 1       | 1       | 0       | 0       | 5       | 0       | 4            | 2            | 1            | 1            | 7            | 3            | 5      | 3      | 1      | 1      | 12     | 3      | +9 |
| Totale            | 33    | 18      | 14      | 3       | 1       | 47      | 16      | 21           | 3            | 3            | 15           | 18           | 40           | 39     | 17     | 6      | 16     | 65     | 56     | +9 |

### Andamento in campionato
| Giornata  | 1  | 2 | 3  | 4 | 5  | 6 | 7  | 8  | 9  | 10 | 11 | 12 | 13 | 14 | 15 | 16 | 17 | 18 | 19 | 20 | 21 | 22 | 23 | 24 | 25 | 26 | 27 | 28 | 29 | 30 | 31 | 32 | 33 | 34 |
| --------- | -- | - | -- | - | -- | - | -- | -- | -- | -- | -- | -- | -- | -- | -- | -- | -- | -- | -- | -- | -- | -- | -- | -- | -- | -- | -- | -- | -- | -- | -- | -- | -- | -- |
| Luogo     | T  | C | T  | C | T  | C | T  | C  | T  | C  | T  | C  | C  | T  | C  | T  | C  | C  | T  | C  | T  | C  | T  | C  | T  | C  | T  | C  | T  | T  | C  | T  | C  | T  |
| Risultato | P  | V | N  | V | P  | V | P  | V  | P  | V  | P  | N  | V  | V  | V  | P  | V  | V  | P  | V  | P  | V  | P  | N  | P  | N  | P  | P  | N  | P  | V  | P  | V  | P  |
| Posizione | 12 | 9 | 11 | 8 | 11 | 9 | 10 | 10 | 11 | 11 | 11 | 12 | 10 | 9  | 7  | 9  | 8  | 6  | 9  | 6  | 9  | 8  | 9  | 9  | 9  | 9  | 10 | 10 | 10 | 11 | 11 | 11 | 11 | 11 |

Legenda:

Luogo: C = Casa; T = Trasferta. Risultato: V = Vittoria; N = Pareggio; P = Sconfitta.

### Statistiche dei giocatori
| Giocatore     | Bundesliga | Bundesliga | Bundesliga  | Bundesliga | Coppa di Germania | Coppa di Germania | Coppa di Germania | Coppa di Germania | Totale   | Totale | Totale      | Totale     |
| Giocatore     | Presenze   | Reti       | Ammonizioni | Espulsioni | Presenze          | Reti              | Ammonizioni       | Espulsioni        | Presenze | Reti   | Ammonizioni | Espulsioni |
| ------------- | ---------- | ---------- | ----------- | ---------- | ----------------- | ----------------- | ----------------- | ----------------- | -------- | ------ | ----------- | ---------- |
| W. Balte      | 34         | 14         | 1           | 0          | 4                 | 0                 | 0                 | 0                 | 38       | 14     | 1           | 0          |
| H. Bradler    | 2          | 0          | 0           | 0          | 1                 | 0                 | 0                 | 0                 | 3        | 0      | 0           | 0          |
| K. Dewinski   | 9          | 1          | 0           | 0          | 1                 | 0                 | 0                 | 0                 | 10       | 1      | 0           | 0          |
| H. Eggeling   | 21         | 2          | 0           | 0          | 4                 | 0                 | 0                 | 0                 | 25       | 2      | 0           | 0          |
| M. Eggert     | 29         | 2          | 4           | 0          | 5                 | 0                 | 0                 | 0                 | 34       | 2      | 4           | 0          |
| P. Ehmke      | 0          | 0          | 0           | 0          | 0                 | 0                 | 0                 | 0                 | 0        | 0      | 0           | 0          |
| H. Fechner    | 0          | 0          | 0           | 0          | 0                 | 0                 | 0                 | 0                 | 0        | 0      | 0           | 0          |
| K. Franke     | 34         | 1          | 0           | 0          | 4                 | 0                 | 0                 | 0                 | 38       | 1      | 0           | 0          |
| H. Fromm      | 28         | 0          | 1           | 1          | 5                 | 3                 | 0                 | 0                 | 33       | 3      | 1           | 1          |
| E. Galeski    | 2          | 0          | 0           | 0          | 1                 | 0                 | 0                 | 0                 | 3        | 0      | 0           | 0          |
| H. Gerland    | 9          | 0          | 0           | 0          | 1                 | 0                 | 1                 | 0                 | 10       | 0      | 1           | 0          |
| P. Holz       | 34         | 7          | 4           | 0          | 4                 | 1                 | 1                 | 0                 | 38       | 8      | 5           | 0          |
| G. Horsthemke | 2          | 0          | 0           | 0          | 0                 | 0                 | 0                 | 0                 | 2        | 0      | 0           | 0          |
| J. Kaczor     | 33         | 10         | 1           | 0          | 4                 | 2                 | 0                 | 0                 | 37       | 12     | 1           | 0          |
| P. Kursinski  | 0          | 0          | 0           | 0          | 0                 | 0                 | 0                 | 0                 | 0        | 0      | 0           | 0          |
| H. Köper      | 24         | 5          | 0           | 0          | 5                 | 1                 | 0                 | 0                 | 29       | 6      | 0           | 0          |
| A. Lameck     | 34         | 4          | 2           | 0          | 5                 | 1                 | 0                 | 0                 | 39       | 5      | 2           | 0          |
| H. Pochstein  | 16         | 1          | 0           | 0          | 3                 | 1                 | 0                 | 0                 | 19       | 2      | 0           | 0          |
| W. Scholz     | 33         | 0          | 2           | 0          | 4                 | 0                 | 0                 | 0                 | 37       | 0      | 2           | 0          |
| F. Tenhagen   | 33         | 4          | 1           | 0          | 4                 | 2                 | 0                 | 0                 | 37       | 6      | 1           | 0          |
| D. Versen     | 28         | 1          | 3           | 0          | 5                 | 0                 | 1                 | 0                 | 33       | 1      | 4           | 0          |